# 1182

## Esdeveniments
- Aliança entre Sèrbia i Hongria
- Expulsió de tots els jueus de París[1]
- Fi de l'era Yowa al Japó
- Averrois és nomenat metge de la cort
- Publicació d'Alexandreis, de Gualter de Châtillon

## Naixements
- 11 de setembre - Japó: Minamoto no Yoriie, setè shogun